# Katholieke Kerk in Angola

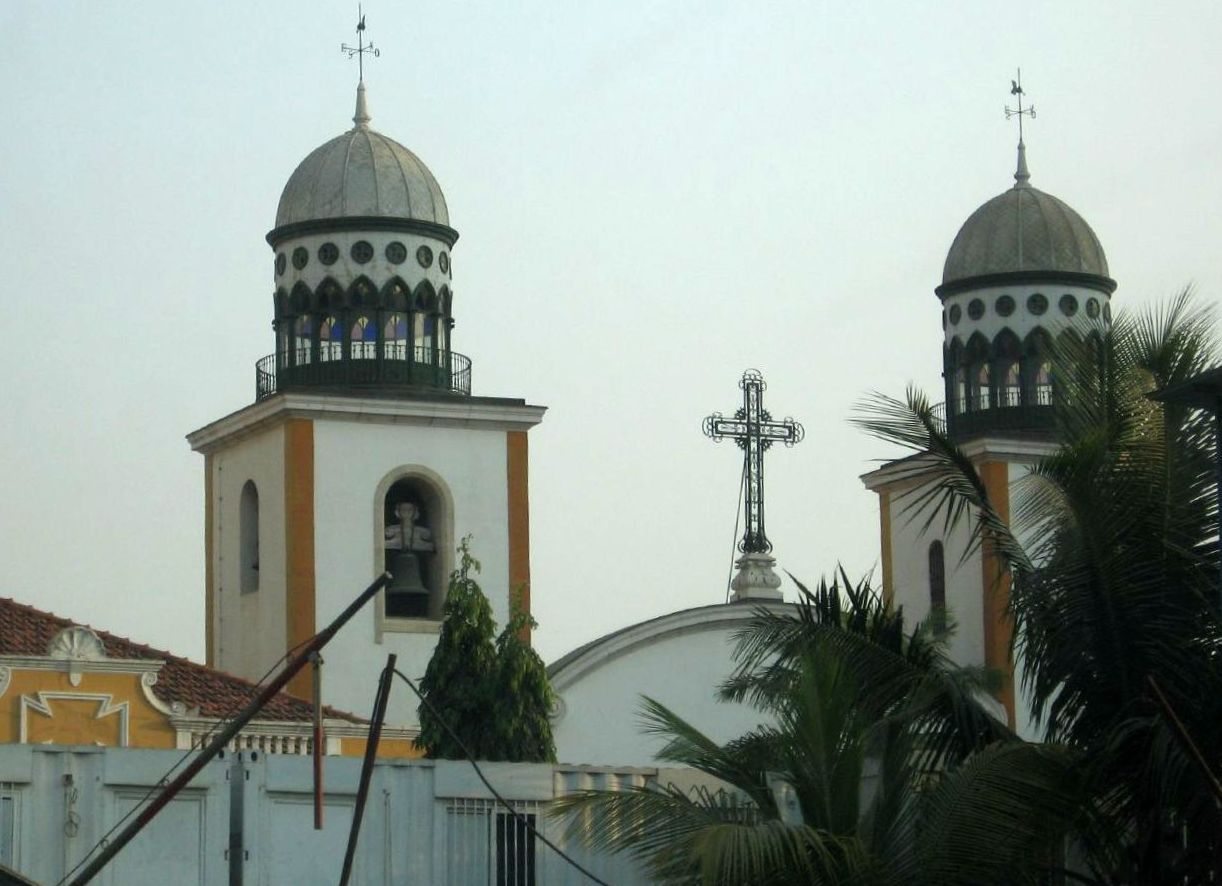
Kathedraal van Luanda

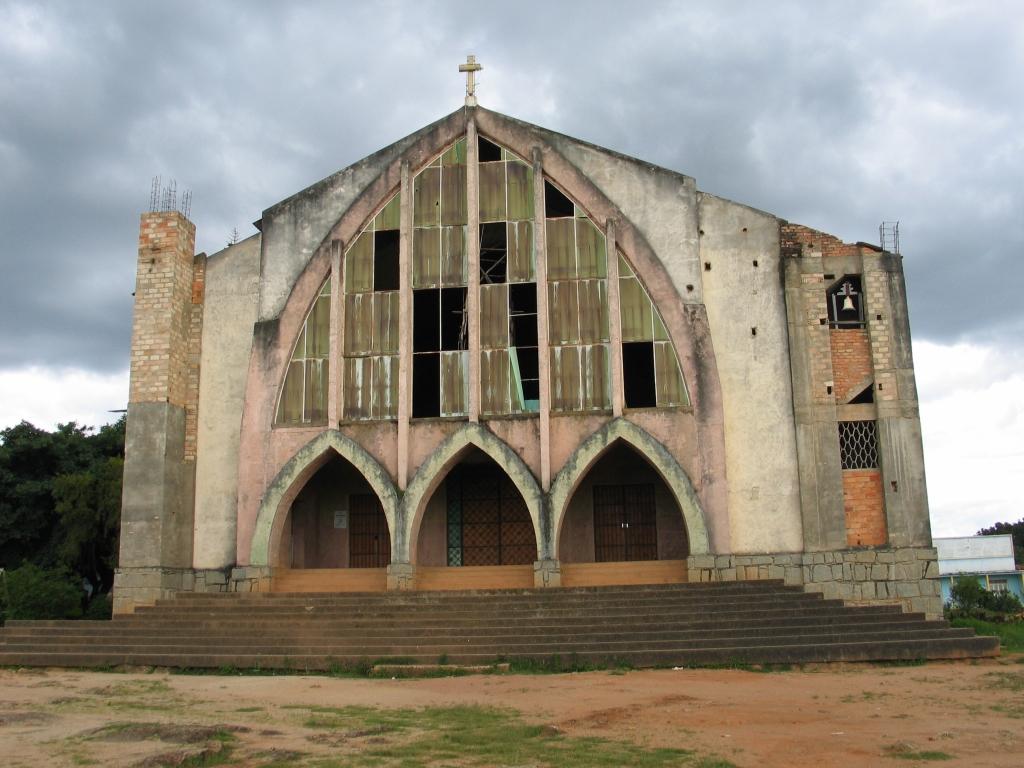
Kerk in Huambo

De Katholieke Kerk in Angola is een onderdeel van de wereldwijde Rooms-Katholieke Kerk, onder het geestelijk leiderschap van de paus en de curie in Rome.
Zo'n 56% van de totale bevolking is katholiek. Het land bestaat uit 19 bisdommen, waaronder vijf aartsbisdommen, verdeeld over vijf kerkprovincies.
Apostolisch nuntius voor Angola is sinds 1 juli 2024 aartsbisschop Kryspin Dubiel, die tevens nuntius is voor Sao Tomé en Principe.

## Bisdommen
| - Aartsbisdom - Bisdom |

- Huambo
  - Benguela
  - Ganda
  - Kwito-Bié
- Luanda
  - Cabinda
  - Caxito
  - Mbanza Congo
  - Sumbe
  - Viana
- Lubango
  - Menongue
  - Ondjiva
  - Namibe
- Malanje
  - Ndalatando
  - Uije
- Saurimo
  - Dundo
  - Lwena